# Samostan Praskvica
Samostan Praskvica je samostan u Crnoj Gori. Najpoznatiji je paštrovski samostan.

## Smještaj
Podignut je iznad Svetog Stefana. Smješten je iznad miločerske plaže, iznad suvremene magistrale.

## Povijest
Prvi se put u izvorima spominje 1307. u svojstvu podružnice benediktinskog samostana Bogorodice Ratačke. Srpski povjesničari tvrde da je osnovan 1050. kao zadužbina srpske vladarske dinastije Nemanjića, no dokument na koji se pozivaju ne može se smatrati pouzdanim jer se opravdano smatra da je riječ o krivotvorini koja je nastala znatno kasnije.
Dok je bio unutar raške države, supruga kralja Uroša I. Jelena samostanu je dodijelila brojne zemljišne posjede i crkve u Paštrovićima. Istu je darovnicu potvrdio 1307. godine njen sin Milutin I., raški kralj.
Pretpostavlja se da je Jelena dala sagraditi crkvu sv. Trojstva. Crkva sv. Trojstva središnja je crkva samostanskog kompleksa. Druga crkva u ovom samostanskom kompleksu podignuta je za drugog vladara. Podignuta je cijelo stoljeće poslije 1413. zetski vlastelin Balša III.
Za osmanskih osvajanja i osvajanja paštrovskog zaleđa kompleks je opustio. Katolički su ga redovnici napustili i dugo vremena nije bilo nikakve vjerske djelatnosti u svezi s njime.
U 17. stoljeću dolazi do promjene. Dolaze novi redovnici koji nisu katolici, nego pravoslavni. Pravoslavni su ga monasi pregradili i ukrasili u pravoslavnom slikarskom i arhitektonskom slogu. Ipak sveza s katoličanstvom je ostala, jer je još koncem 18. stoljeća ovaj samostan bio važnim sjedištem pokušaja širenja crkvene unije. No, pravoslavne Crkve u Srbiji i Crnoj Gori sasjekle su sve takve ekumenske pokušaje u samom začetku. Čvrsto je povezan za samostane u Srbiji i u dalekoj Rusiji, odakle je dobivao redovitu novčanu potporu svake godine.
Zbog takva netolerantna stava nije ostalo gotovo nikakvih svjedočanstava o katoličkoj povijesti ovog samostana, a krivotvorenju povijesti stalno pridonosi srpska historiografija koja redovito jedino navodi njegovo isključivo pravoslavno obilježje.

## Građa
Praskvicu čini uža samostanska cjelina, velika crkva posvećena sv. Nikoli i konak te i mala crkva sv. Trojice koja je nedaleko od samostana. Konak je srazmjerno velik. Građen je u dvije faze, a starija po predanju potječe iz doba Balše III. Pokraj crkvice sv. Trojice je omanja jednokatnica u kojoj je u prošlosti djelovala poznata samostanska škola. Samostanska je knjižnica i danas ondje, premda znatno skromnija nego što je bila nekad.